# Četiri velika otkrića drevne Kine
Četiri velika otkrića drevne Kine (uprošćeni kineski: 四大发明; tradicionalni kineski: 四大發明; pinjin: sì dà fā míng, što znači četiri velika otkrića) su četiri otkrića koja se u kineskoj kulturi slave kako zbog svog istorijskog značaja, tako i kao znamenje napredne nauke i tehnologije drevne Kine.
Četiri velika otkrića su:
- Kompas (指南针)[2]
- Barut (火药)[3]
- Papir (造纸术)[4]
- Štamparstvo (活字印刷术)[5]

Prvo su razvijeni papir i štampanje. Štampanje je zabeleženo u Kini u dinastiji Tang, iako najraniji primeri odštampanih stvari datiraju do 220.
Ova četiri otkrića imala su ogroman uticaj na razvoj kineske civilizacije, kao i dalekosežni globalni uticaj. Ipak, neki savremeni kineski naučnici naglašavaju da su drugi kineski pronalasci možda bili prefinjeniji i da su izvršili veći uticaj, a da Četiri velika pronalaska služe samo za označavanje tehnološke interakcije između Istoka i Zapada.